# Claude Carrara
Claude Carrara (Fréjus, Francia, 28 de abril de 1947) es un exfutbolista de Polinesia Francesa nacido en Francia que jugó en la posición de delantero.

## Carrera

### Club
| Periodo   | Club                |
| --------- | ------------------- |
| 1965-1969 | Sporting Toulon Var |
| 1969-1970 | ES La Ciotat        |
| 1970-1973 | AS Central Sport    |
| 1973–1974 | AS Arue             |
| 1974–1975 | Mantes              |
| 1976–1981 | AS Poissy           |
| 1983–1984 | US Marly-Le-Roi     |

### Selección nacional
Jugó para Tahití en cinco partidos de la Copa de las Naciones de la OFC 1973 donde anotó un gol y fue subcampeón del torneo.

## Logros
- Primera División de Tahití (2): 1972, 1973
- Copa de Tahití (2): 1972, 1973
- Championnat National (1): 1977